# Liste der Baudenkmäler in Stadtlohn
Die Liste der Baudenkmäler in Stadtlohn enthält die denkmalgeschützten Bauwerke auf dem Gebiet der Stadt Stadtlohn im Kreis Borken in Nordrhein-Westfalen (Stand: Juni 2021). Diese Baudenkmäler sind in der Denkmalliste der Stadt Stadtlohn eingetragen; Grundlage für die Aufnahme ist das Denkmalschutzgesetz Nordrhein-Westfalen (DSchG NRW).

## Allgemein
- Bild: Bild des Kulturdenkmals, ggf. zusätzlich mit einem Link zu weiteren Fotos des Kulturdenkmals im Medienarchiv Wikimedia Commons
- Bezeichnung: Name des Kulturdenkmals
- Lage: Straßenname und Hausnummer oder Flurstücknummer des Kulturdenkmal, gegebenenfalls auch den Ortsteil. Die Grundsortierung der Liste erfolgt nach dieser Adresse. Der Link (Karte) führt zu verschiedenen Kartendiensten mit der Position des Kulturdenkmals. Fehlt dieser Link, wurden die Koordinaten noch nicht eingetragen. Sind diese bekannt, können sie über ein Tool mit einer Kartenansicht einfach nachgetragen werden. In dieser Kartenansicht sind Kulturdenkmale ohne Koordinaten mit einem roten bzw. orangen Marker dargestellt und können durch Verschieben auf die richtige Position in der Karte mit Koordinaten versehen werden. Kulturdenkmale ohne Bild sind an einem blauen bzw. roten Marker erkennbar.
- Beschreibung: Kurzcharakteristik des Kulturdenkmals
- Bauzeit: Baubeginn, Fertigstellung, Datum der Erstnennung oder grobe zeitliche Einordnung entsprechend des Eintrags in der zuständigen Denkmaldatenbank
- Eingetragen seit: Datum der Erfassung in der zuständigen Denkmaldatenbank

## Baudenkmäler
| Bild                                         | Bezeichnung                                        | Lage                                                               | Beschreibung | Bauzeit                                                 | Eingetragen seit | Denkmal- nummer |
| -------------------------------------------- | -------------------------------------------------- | ------------------------------------------------------------------ | --- | ------------------------------------------------------- | ---------------- | --------------- |
| weitere Bilder                               | Wallfahrtskapelle am Hilgenberg, Hilgenbergkapelle | Kapellenplatz Karte                                                | Der einschiffige barocke Saalbau mit dreiseitigem Chorabschluss besitzt eine kleine Sakristei und war bis zum Diebstahl des Gnadenbildes im Jahre 1886 eine Wallfahrtskapelle.                      | 1783 neuerbaut mit Teilen aus dem Jahr 1685, Umbau 1886 |                  | 1               |
| Katholische Kirche St. Carl Borromäus        | Katholische Kirche St. Carl Borromäus              | Büren Karte                                                        | Backsteinbau in neugotischem Stil unter Verwendung von Teilen einer abgebrochenen Konviktskapelle errichtet                                                                                         | 1913/1924, Turm 1949                                    | 17.11.1983       | 2               |
| Wappenzier am Pfarrzentrum St. Otger         | Wappenzier am Pfarrzentrum St. Otger               | Dufkampstraße 31-33 Karte                                          | Zwei Löwen umrahmen eine zierlich skulpierte Sandsteinbekrönung für ein nicht mehr vorhandenes ovales Wappen.                                                                                       |                                                         | 17.11.1983       | 3               |
| Bildstock des Hl. Nepomuk                    | Bildstock des Hl. Nepomuk                          | Dufkampstraße (Garwerts Märe) Karte                                | alte barocke Sandsteinfigur des hl. Johannes Nepomuk mit Farbfassung auf Rechtecksockel | 18. Jahrhundert                                         | 17.11.1983       | 4               |
| Bildstock „Abendmahl“                        | Bildstock „Abendmahl“                              | Markt 2 (Ehrenhalle) Karte                                         | barocker Sandsteinbildstock im münsterländischen Typus, der das hl. Abendmahl darstellt | frühes 18. Jahrhundert                                  | 17.11.1983       | 5               |
| Bildstock                                    | Bildstock                                          | Engelstraße (Cohaus) Karte                                         | im westlichen Münsterland selten vorkommender Sandsteinbildstock in Rokokoform mit Gebet in Deutsch an den hl. Schutzengel                                                                          | 1780                                                    | 17.11.1983       | 6               |
| Bildstock                                    | Bildstock                                          | Josefstraße / Schanzring Karte                                     | Sandsteinbildstock in Rokokoform, das den hl. Josef mit Christkind auf den Armen darstellt | 2. Hälfte des 18. Jahrhunderts                          | 17.11.1983       | 7               |
| Bildstock                                    | Bildstock                                          | Kalterweg / Brakstraße Karte                                       | barocker Sandsteinbildstock des münsterländischen Typus mit Rokokoeinflüssen, das auf der einen Seite die hl. Familie und auf der anderen Seite den hl. Antonius mit dem Christkind darstellt       | Ende 18. Jahrhundert                                    | 17.11.1983       | 8               |
| Bildstock „Kreuzigung“                       | Bildstock „Kreuzigung“                             | Markt 2 (Ehrenhalle) Karte                                         | Sandsteinbildstock des münsterländischen Typus, das Jesus am Kreuz mit Maria, Maria-Magdalena und Johannes abbildet                                                                                 | 1. Hälfte des 18. Jahrhunderts                          | 17.11.1983       | 9               |
| Bildstock „Kreuztragung“                     | Bildstock „Kreuztragung“                           | Markt 2 (Ehrenhalle) Karte                                         | Sandsteinbildstock des münsterländischen Typus, das die Kreuztragung darstellt | frühes 18. Jahrhunderts                                 | 17.11.1983       | 10              |
|                                              | Bildstock                                          | Vredener Straße (ehem. Fabrik van Bömmel)                          | Sandsteinbildstock des münsterländischen Typus, das die Pieta (Maria mit dem vom Kreuz genommenen Leichnam Jesus) vor dem Kreuz darstellt                                                           | 1737                                                    | 17.11.1983       | 11              |
| „Schmerzhafte Muttergottes“                  | „Schmerzhafte Muttergottes“                        | Klosterstraße/Owwering (am alten Friedhof) Karte                   | Barockstatue der Muttergottes mit Schwert aus Eisen in der Brust | Mitte des 18. Jahrhunderts                              | 17.11.1983       | 12              |
| Jüdischer Friedhof                           | Jüdischer Friedhof                                 | Kalterweg/Uferstraße Karte                                         | mit einer kleinen Hecke eingefasster jüdischer Friedhof mit drei Grabmälern aus der Zeit um 1900, er war Begräbnisstätte der jüdischen Gemeinde von 1680 bis 1921                                   | 1680–1921                                               | 17.11.1983       | 13              |
| Haus Hakenfort                               | Haus Hakenfort                                     | Dufkampstraße 11 Karte                                             | Das frühklassizistische zweigeschossige Bürgerhaus aus Backstein mit pfannengedecktem Walmdach ist wohl das älteste Haus Stadtlohns seit der Kriegszerstörung.                                      | 1805                                                    | 17.11.1983       | 14              |
| Haus Steverding                              | Haus Steverding                                    | Dufkampstraße 30 Karte                                             | zweigeschossiges klassizistisches Bürgerhaus in der Art eines Herrenhauses mit niederländischem Einfluss aus Backsteinen errichtet und mit pfannengedecktem Walmdach versehen                       | 1820/1821                                               | 17.11.1983       | 15              |
| Villa                                        | Villa                                              | Eschstraße 48 Karte                                                | mit gelben Backsteinen errichtetes, an die herrschaftliche Bauweise der Gründerzeit erinnernde, zweigeschossige Villa mit Attikageschoss und pfannengedecktem, weit überstehendem, flachem Walmdach | um 1900                                                 | 17.11.1983       | 16              |
| Marktbrunnen                                 | Marktbrunnen                                       | Markt 3 Karte                                                      | in nachgebildeter Form 1972 neu errichteter Ziehbrunnen mit historischem Schlussstein am Kopf des Brunnens                                                                                          | vermutlich 1630                                         | 17.11.1983       | 17              |
|                                              | Johannes Nepomuk                                   | Hengeler (Nähe Gehöft Voßkamp)                                     | kleine zierlich geschweifte Stele des hl. Johannes Nepomuk mit Voluten auf gestuftem Rechtecksockel                                                                                                 | 1. Hälfte des 18. Jahrhunderts                          | 17.11.1983       | 18              |
| Mäusescheune Hof Lammerding                  | Mäusescheune Hof Lammerding                        | Estern 28 Karte                                                    | kleine Fachwerkscheune auf Sandsteinpfeilern mit pfannengedecktem Satteldach, verbretterten Giebeln und mit Backsteinen ausgefachten Wänden                                                         | 18. Jahrhundert                                         | 17.11.1983       | 19              |
| Mäusescheune Hof Thesseling                  | Mäusescheune Hof Thesseling                        | Hengeler 14 Karte                                                  | außergewöhnlich große Scheune mit Bretterverkleidung auf Sandsteinpfeilern mit pfannengedecktem Satteldach                                                                                          | 19. Jahrhundert                                         | 17.11.1983       | 20              |
| Haus „Hengelborg“ Kapellengebäude mit Gräfte | Haus „Hengelborg“ Kapellengebäude mit Gräfte       | Estern 35 Karte                                                    | als Jagdkapelle erbauter einfacher Ziegelbau mit Sandsteinkomponenten in Verbindung mit eingeschossigem Wirtschaftsgebäude, ehemals von noch teilweise erhaltener Gräfte umgeben                    | 1716                                                    | 17.11.1983       | 21              |
| Grenzstein Stadtlohn/Legden (Amt)            | Grenzstein Stadtlohn/Legden (Amt)                  | Karte                                                              | kräftig scharrierter Obelisk aus Bentheimer Sandstein | 19. Jahrhundert                                         | 17.11.1983       | 23              |
| Wasserturm                                   | Wasserturm                                         | Eschstraße Karte                                                   | Wasserturm aus Backstein über Natursteingeschoss | 1929–1930                                               | 12.04.1984       | 33              |
| weitere Bilder                               | Kalköfen                                           | Hundewick Karte                                                    | aus rotem Ziegelmauerwerk erbaute Kalköfen mit quadratischem Grundriss und zwei trichterförmigen Schornsteinen                                                                                      | um 1860                                                 | 07.11.1984       | 34              |
| Wegekreuz Hof Große Liesner                  | Wegekreuz Hof Große Liesner                        | Almsick Karte                                                      | aus baumberger Sandstein gefertigtes Kreuz mit Korpus | 1909                                                    | 12.03.1985       | 35              |
|                                              | Kriegerehrenmal                                    | unter den Linden an der B 70                                       | Holzkreuz mit metallenem Korpus auf Sandsteinsockel mit neubarocker Form | 1922                                                    | 19.12.1985       | 36              |
| Eisenbahnbrücke über die Oberberkel          | Eisenbahnbrücke über die Oberberkel                | Breul Karte                                                        | Backsteinbrücke mit 3 Segmentbögen und Sparbögen der Eisenbahnstrecke von Steinfurt-Burgsteinfurt nach Borken                                                                                       | 1902                                                    | 08.01.1986       | 37              |
| Grabstein in Estern                          | Grabstein in Estern                                | Estern Karte                                                       | aus Sandsteinfragmenten zusammengesetzter Grabstein | 17. Jahrhundert                                         | 14.01.1986       | 38              |
| Altes Kriegerehrenmal                        | Altes Kriegerehrenmal                              | Almsick, Ecke Kalterweg/Düster Stegge Karte                        | Vom Stadtlohner Bildhauer Johann Brinkamp aus baumberger Sandstein gefertigtes Wegekreuz mit neubarocken Zügen                                                                                      | 1921                                                    | 26.03.1986       | 39              |
| Kriegerehrenmal Wendfeld                     | Kriegerehrenmal Wendfeld                           | Ottensteiner Damm Karte                                            | Ehrenmal im expressionistischen Stil des Dritten Reiches | 1937                                                    | 25.05.1985       | 40              |
|                                              | Monstranz/Reliquiar St.                            | Markt 1                                                            | aus vergoldetem Kupfer gefertigte Monstranz | 1590                                                    | 15.06.1989       | 41              |
| weitere Bilder                               | WLE-Bahnhof mit Güterabfertigung und Lokschuppen   | Bahnallee 2-4 Karte                                                | zweigeschossiges Bahnhofsgebäude mit angrenzender eingeschossiger Güterabfertigung und Lokschuppen (Im Bahnhof befindet sich das Eisenbahnmuseum Stadtlohn)                                         | 1902                                                    | 03.12.1992       | 42              |
| Kriegerehrenmal Wessendorf                   | Kriegerehrenmal Wessendorf                         | Vredener Straße/Wessendorfer Straße/Gerhart-Hauptmann-Straße Karte | aus baumberger Sandstein gefertigter Engel, der einen verletzten Soldaten vor einem Kreuz stützt | 1926                                                    | 23.12.1992       | 43              |
|                                              | Neugotischer Taufstein St. Otger (Kirche)          | Markt 1                                                            | aus Sandstein gefertigter Taufstein im neugotischen Stil | 1896                                                    |                  | 44              |
| weitere Bilder                               | Pfarrkirche St. Otger, St. Otger (Stadtlohn)       | Markt 1 Karte                                                      | neugotische Sandsteinkirche, die nach der Zerstörung 1945 mit Veränderungen an Turm und Dächern mit weniger neugotischen Zügen neu aufgebaut wurde                                                  | 1890–1896                                               | 16.12.1997       | 45              |
| Kriegerehrenmal Büren (Erzengel Michael)     | Kriegerehrenmal Büren (Erzengel Michael)           | Büren Karte                                                        | Ehrenmal aus Ibbenbürener Sandstein für die Toten der letzten beiden Weltkriege, das den Erzengel Michael darstellt                                                                                 | 1954                                                    | 25.08.1999       | 46              |
|                                              | Nepomukstatue                                      | Am Esch 4, Schulze Icking                                          | Sandsteinfigur des Hl. Johannes Nepomuk auf Kunststeinsockel | spätes 19. Jahrhundert                                  | 09.08.2001       | 47              |
| Bildstock Dornenkrönung                      | Bildstock Dornenkrönung                            | Markt 2 (Ehrenhalle) Karte                                         | barocker Bildstock mit Dornenkrönung Christi durch 4 Soldaten | Mitte 18. Jahrhundert                                   | 09.08.2001       | 48              |
| Steinkreuz                                   | Steinkreuz                                         | Friedhof, Lessingstraße Karte                                      | Kreuz aus Sandstein mit Christusfigur im Viernageltypus | 1929/1930                                               | 16.12.2005       | 49              |

Hinweis: Die „fehlenden“ Nummern sind nicht in der Liste enthalten, da es sich hierbei um Bodendenkmäler handelt, siehe Liste der Bodendenkmäler in Stadtlohn

## Gelöschte Baudenkmäler
| Bild    | Bezeichnung | Lage              | Beschreibung | Bauzeit                | Eingetragen seit | Denkmal- nummer |
| ------- | ----------- | ----------------- | --- | ---------------------- | ---------------- | --------------- |
| Spieker | Spieker     | Hof Lembeck Karte | zweigeschossiger Backsteinspeicher mit sandsteinumrahmten Fenster- und Türöffnungen; Löschung aus der Denkmalliste am 12.03.2019 | frühes 19. Jahrhundert |                  | 22              |